# Attaque grand prix
Cet article utilise la notation algébrique pour décrire des coups du jeu d'échecs.
|   | a | b | c | d | e | f | g | h |   |
| 8 | Tour noire sur case blanche a8 · Cavalier noir sur case noire b8 · Fou noir sur case blanche c8 · Dame noire sur case noire d8 · Roi noir sur case blanche e8 · Fou noir sur case noire f8 · Cavalier noir sur case blanche g8 · Tour noire sur case noire h8 · Pion noir sur case noire a7 · Pion noir sur case blanche b7 · Pion noir sur case blanche d7 · Pion noir sur case noire e7 · Pion noir sur case blanche f7 · Pion noir sur case noire g7 · Pion noir sur case blanche h7 · Pion noir sur case noire c5 · Pion blanc sur case blanche e4 · Pion blanc sur case noire f4 · Pion blanc sur case blanche a2 · Pion blanc sur case noire b2 · Pion blanc sur case blanche c2 · Pion blanc sur case noire d2 · Pion blanc sur case blanche g2 · Pion blanc sur case noire h2 · Tour blanche sur case noire a1 · Cavalier blanc sur case blanche b1 · Fou blanc sur case noire c1 · Dame blanche sur case blanche d1 · Roi blanc sur case noire e1 · Fou blanc sur case blanche f1 · Cavalier blanc sur case noire g1 · Tour blanche sur case blanche h1 | Tour noire sur case blanche a8 · Cavalier noir sur case noire b8 · Fou noir sur case blanche c8 · Dame noire sur case noire d8 · Roi noir sur case blanche e8 · Fou noir sur case noire f8 · Cavalier noir sur case blanche g8 · Tour noire sur case noire h8 · Pion noir sur case noire a7 · Pion noir sur case blanche b7 · Pion noir sur case blanche d7 · Pion noir sur case noire e7 · Pion noir sur case blanche f7 · Pion noir sur case noire g7 · Pion noir sur case blanche h7 · Pion noir sur case noire c5 · Pion blanc sur case blanche e4 · Pion blanc sur case noire f4 · Pion blanc sur case blanche a2 · Pion blanc sur case noire b2 · Pion blanc sur case blanche c2 · Pion blanc sur case noire d2 · Pion blanc sur case blanche g2 · Pion blanc sur case noire h2 · Tour blanche sur case noire a1 · Cavalier blanc sur case blanche b1 · Fou blanc sur case noire c1 · Dame blanche sur case blanche d1 · Roi blanc sur case noire e1 · Fou blanc sur case blanche f1 · Cavalier blanc sur case noire g1 · Tour blanche sur case blanche h1 | Tour noire sur case blanche a8 · Cavalier noir sur case noire b8 · Fou noir sur case blanche c8 · Dame noire sur case noire d8 · Roi noir sur case blanche e8 · Fou noir sur case noire f8 · Cavalier noir sur case blanche g8 · Tour noire sur case noire h8 · Pion noir sur case noire a7 · Pion noir sur case blanche b7 · Pion noir sur case blanche d7 · Pion noir sur case noire e7 · Pion noir sur case blanche f7 · Pion noir sur case noire g7 · Pion noir sur case blanche h7 · Pion noir sur case noire c5 · Pion blanc sur case blanche e4 · Pion blanc sur case noire f4 · Pion blanc sur case blanche a2 · Pion blanc sur case noire b2 · Pion blanc sur case blanche c2 · Pion blanc sur case noire d2 · Pion blanc sur case blanche g2 · Pion blanc sur case noire h2 · Tour blanche sur case noire a1 · Cavalier blanc sur case blanche b1 · Fou blanc sur case noire c1 · Dame blanche sur case blanche d1 · Roi blanc sur case noire e1 · Fou blanc sur case blanche f1 · Cavalier blanc sur case noire g1 · Tour blanche sur case blanche h1 | Tour noire sur case blanche a8 · Cavalier noir sur case noire b8 · Fou noir sur case blanche c8 · Dame noire sur case noire d8 · Roi noir sur case blanche e8 · Fou noir sur case noire f8 · Cavalier noir sur case blanche g8 · Tour noire sur case noire h8 · Pion noir sur case noire a7 · Pion noir sur case blanche b7 · Pion noir sur case blanche d7 · Pion noir sur case noire e7 · Pion noir sur case blanche f7 · Pion noir sur case noire g7 · Pion noir sur case blanche h7 · Pion noir sur case noire c5 · Pion blanc sur case blanche e4 · Pion blanc sur case noire f4 · Pion blanc sur case blanche a2 · Pion blanc sur case noire b2 · Pion blanc sur case blanche c2 · Pion blanc sur case noire d2 · Pion blanc sur case blanche g2 · Pion blanc sur case noire h2 · Tour blanche sur case noire a1 · Cavalier blanc sur case blanche b1 · Fou blanc sur case noire c1 · Dame blanche sur case blanche d1 · Roi blanc sur case noire e1 · Fou blanc sur case blanche f1 · Cavalier blanc sur case noire g1 · Tour blanche sur case blanche h1 | Tour noire sur case blanche a8 · Cavalier noir sur case noire b8 · Fou noir sur case blanche c8 · Dame noire sur case noire d8 · Roi noir sur case blanche e8 · Fou noir sur case noire f8 · Cavalier noir sur case blanche g8 · Tour noire sur case noire h8 · Pion noir sur case noire a7 · Pion noir sur case blanche b7 · Pion noir sur case blanche d7 · Pion noir sur case noire e7 · Pion noir sur case blanche f7 · Pion noir sur case noire g7 · Pion noir sur case blanche h7 · Pion noir sur case noire c5 · Pion blanc sur case blanche e4 · Pion blanc sur case noire f4 · Pion blanc sur case blanche a2 · Pion blanc sur case noire b2 · Pion blanc sur case blanche c2 · Pion blanc sur case noire d2 · Pion blanc sur case blanche g2 · Pion blanc sur case noire h2 · Tour blanche sur case noire a1 · Cavalier blanc sur case blanche b1 · Fou blanc sur case noire c1 · Dame blanche sur case blanche d1 · Roi blanc sur case noire e1 · Fou blanc sur case blanche f1 · Cavalier blanc sur case noire g1 · Tour blanche sur case blanche h1 | Tour noire sur case blanche a8 · Cavalier noir sur case noire b8 · Fou noir sur case blanche c8 · Dame noire sur case noire d8 · Roi noir sur case blanche e8 · Fou noir sur case noire f8 · Cavalier noir sur case blanche g8 · Tour noire sur case noire h8 · Pion noir sur case noire a7 · Pion noir sur case blanche b7 · Pion noir sur case blanche d7 · Pion noir sur case noire e7 · Pion noir sur case blanche f7 · Pion noir sur case noire g7 · Pion noir sur case blanche h7 · Pion noir sur case noire c5 · Pion blanc sur case blanche e4 · Pion blanc sur case noire f4 · Pion blanc sur case blanche a2 · Pion blanc sur case noire b2 · Pion blanc sur case blanche c2 · Pion blanc sur case noire d2 · Pion blanc sur case blanche g2 · Pion blanc sur case noire h2 · Tour blanche sur case noire a1 · Cavalier blanc sur case blanche b1 · Fou blanc sur case noire c1 · Dame blanche sur case blanche d1 · Roi blanc sur case noire e1 · Fou blanc sur case blanche f1 · Cavalier blanc sur case noire g1 · Tour blanche sur case blanche h1 | Tour noire sur case blanche a8 · Cavalier noir sur case noire b8 · Fou noir sur case blanche c8 · Dame noire sur case noire d8 · Roi noir sur case blanche e8 · Fou noir sur case noire f8 · Cavalier noir sur case blanche g8 · Tour noire sur case noire h8 · Pion noir sur case noire a7 · Pion noir sur case blanche b7 · Pion noir sur case blanche d7 · Pion noir sur case noire e7 · Pion noir sur case blanche f7 · Pion noir sur case noire g7 · Pion noir sur case blanche h7 · Pion noir sur case noire c5 · Pion blanc sur case blanche e4 · Pion blanc sur case noire f4 · Pion blanc sur case blanche a2 · Pion blanc sur case noire b2 · Pion blanc sur case blanche c2 · Pion blanc sur case noire d2 · Pion blanc sur case blanche g2 · Pion blanc sur case noire h2 · Tour blanche sur case noire a1 · Cavalier blanc sur case blanche b1 · Fou blanc sur case noire c1 · Dame blanche sur case blanche d1 · Roi blanc sur case noire e1 · Fou blanc sur case blanche f1 · Cavalier blanc sur case noire g1 · Tour blanche sur case blanche h1 | Tour noire sur case blanche a8 · Cavalier noir sur case noire b8 · Fou noir sur case blanche c8 · Dame noire sur case noire d8 · Roi noir sur case blanche e8 · Fou noir sur case noire f8 · Cavalier noir sur case blanche g8 · Tour noire sur case noire h8 · Pion noir sur case noire a7 · Pion noir sur case blanche b7 · Pion noir sur case blanche d7 · Pion noir sur case noire e7 · Pion noir sur case blanche f7 · Pion noir sur case noire g7 · Pion noir sur case blanche h7 · Pion noir sur case noire c5 · Pion blanc sur case blanche e4 · Pion blanc sur case noire f4 · Pion blanc sur case blanche a2 · Pion blanc sur case noire b2 · Pion blanc sur case blanche c2 · Pion blanc sur case noire d2 · Pion blanc sur case blanche g2 · Pion blanc sur case noire h2 · Tour blanche sur case noire a1 · Cavalier blanc sur case blanche b1 · Fou blanc sur case noire c1 · Dame blanche sur case blanche d1 · Roi blanc sur case noire e1 · Fou blanc sur case blanche f1 · Cavalier blanc sur case noire g1 · Tour blanche sur case blanche h1 | 8 |
| 7 | Tour noire sur case blanche a8 · Cavalier noir sur case noire b8 · Fou noir sur case blanche c8 · Dame noire sur case noire d8 · Roi noir sur case blanche e8 · Fou noir sur case noire f8 · Cavalier noir sur case blanche g8 · Tour noire sur case noire h8 · Pion noir sur case noire a7 · Pion noir sur case blanche b7 · Pion noir sur case blanche d7 · Pion noir sur case noire e7 · Pion noir sur case blanche f7 · Pion noir sur case noire g7 · Pion noir sur case blanche h7 · Pion noir sur case noire c5 · Pion blanc sur case blanche e4 · Pion blanc sur case noire f4 · Pion blanc sur case blanche a2 · Pion blanc sur case noire b2 · Pion blanc sur case blanche c2 · Pion blanc sur case noire d2 · Pion blanc sur case blanche g2 · Pion blanc sur case noire h2 · Tour blanche sur case noire a1 · Cavalier blanc sur case blanche b1 · Fou blanc sur case noire c1 · Dame blanche sur case blanche d1 · Roi blanc sur case noire e1 · Fou blanc sur case blanche f1 · Cavalier blanc sur case noire g1 · Tour blanche sur case blanche h1 | Tour noire sur case blanche a8 · Cavalier noir sur case noire b8 · Fou noir sur case blanche c8 · Dame noire sur case noire d8 · Roi noir sur case blanche e8 · Fou noir sur case noire f8 · Cavalier noir sur case blanche g8 · Tour noire sur case noire h8 · Pion noir sur case noire a7 · Pion noir sur case blanche b7 · Pion noir sur case blanche d7 · Pion noir sur case noire e7 · Pion noir sur case blanche f7 · Pion noir sur case noire g7 · Pion noir sur case blanche h7 · Pion noir sur case noire c5 · Pion blanc sur case blanche e4 · Pion blanc sur case noire f4 · Pion blanc sur case blanche a2 · Pion blanc sur case noire b2 · Pion blanc sur case blanche c2 · Pion blanc sur case noire d2 · Pion blanc sur case blanche g2 · Pion blanc sur case noire h2 · Tour blanche sur case noire a1 · Cavalier blanc sur case blanche b1 · Fou blanc sur case noire c1 · Dame blanche sur case blanche d1 · Roi blanc sur case noire e1 · Fou blanc sur case blanche f1 · Cavalier blanc sur case noire g1 · Tour blanche sur case blanche h1 | Tour noire sur case blanche a8 · Cavalier noir sur case noire b8 · Fou noir sur case blanche c8 · Dame noire sur case noire d8 · Roi noir sur case blanche e8 · Fou noir sur case noire f8 · Cavalier noir sur case blanche g8 · Tour noire sur case noire h8 · Pion noir sur case noire a7 · Pion noir sur case blanche b7 · Pion noir sur case blanche d7 · Pion noir sur case noire e7 · Pion noir sur case blanche f7 · Pion noir sur case noire g7 · Pion noir sur case blanche h7 · Pion noir sur case noire c5 · Pion blanc sur case blanche e4 · Pion blanc sur case noire f4 · Pion blanc sur case blanche a2 · Pion blanc sur case noire b2 · Pion blanc sur case blanche c2 · Pion blanc sur case noire d2 · Pion blanc sur case blanche g2 · Pion blanc sur case noire h2 · Tour blanche sur case noire a1 · Cavalier blanc sur case blanche b1 · Fou blanc sur case noire c1 · Dame blanche sur case blanche d1 · Roi blanc sur case noire e1 · Fou blanc sur case blanche f1 · Cavalier blanc sur case noire g1 · Tour blanche sur case blanche h1 | Tour noire sur case blanche a8 · Cavalier noir sur case noire b8 · Fou noir sur case blanche c8 · Dame noire sur case noire d8 · Roi noir sur case blanche e8 · Fou noir sur case noire f8 · Cavalier noir sur case blanche g8 · Tour noire sur case noire h8 · Pion noir sur case noire a7 · Pion noir sur case blanche b7 · Pion noir sur case blanche d7 · Pion noir sur case noire e7 · Pion noir sur case blanche f7 · Pion noir sur case noire g7 · Pion noir sur case blanche h7 · Pion noir sur case noire c5 · Pion blanc sur case blanche e4 · Pion blanc sur case noire f4 · Pion blanc sur case blanche a2 · Pion blanc sur case noire b2 · Pion blanc sur case blanche c2 · Pion blanc sur case noire d2 · Pion blanc sur case blanche g2 · Pion blanc sur case noire h2 · Tour blanche sur case noire a1 · Cavalier blanc sur case blanche b1 · Fou blanc sur case noire c1 · Dame blanche sur case blanche d1 · Roi blanc sur case noire e1 · Fou blanc sur case blanche f1 · Cavalier blanc sur case noire g1 · Tour blanche sur case blanche h1 | Tour noire sur case blanche a8 · Cavalier noir sur case noire b8 · Fou noir sur case blanche c8 · Dame noire sur case noire d8 · Roi noir sur case blanche e8 · Fou noir sur case noire f8 · Cavalier noir sur case blanche g8 · Tour noire sur case noire h8 · Pion noir sur case noire a7 · Pion noir sur case blanche b7 · Pion noir sur case blanche d7 · Pion noir sur case noire e7 · Pion noir sur case blanche f7 · Pion noir sur case noire g7 · Pion noir sur case blanche h7 · Pion noir sur case noire c5 · Pion blanc sur case blanche e4 · Pion blanc sur case noire f4 · Pion blanc sur case blanche a2 · Pion blanc sur case noire b2 · Pion blanc sur case blanche c2 · Pion blanc sur case noire d2 · Pion blanc sur case blanche g2 · Pion blanc sur case noire h2 · Tour blanche sur case noire a1 · Cavalier blanc sur case blanche b1 · Fou blanc sur case noire c1 · Dame blanche sur case blanche d1 · Roi blanc sur case noire e1 · Fou blanc sur case blanche f1 · Cavalier blanc sur case noire g1 · Tour blanche sur case blanche h1 | Tour noire sur case blanche a8 · Cavalier noir sur case noire b8 · Fou noir sur case blanche c8 · Dame noire sur case noire d8 · Roi noir sur case blanche e8 · Fou noir sur case noire f8 · Cavalier noir sur case blanche g8 · Tour noire sur case noire h8 · Pion noir sur case noire a7 · Pion noir sur case blanche b7 · Pion noir sur case blanche d7 · Pion noir sur case noire e7 · Pion noir sur case blanche f7 · Pion noir sur case noire g7 · Pion noir sur case blanche h7 · Pion noir sur case noire c5 · Pion blanc sur case blanche e4 · Pion blanc sur case noire f4 · Pion blanc sur case blanche a2 · Pion blanc sur case noire b2 · Pion blanc sur case blanche c2 · Pion blanc sur case noire d2 · Pion blanc sur case blanche g2 · Pion blanc sur case noire h2 · Tour blanche sur case noire a1 · Cavalier blanc sur case blanche b1 · Fou blanc sur case noire c1 · Dame blanche sur case blanche d1 · Roi blanc sur case noire e1 · Fou blanc sur case blanche f1 · Cavalier blanc sur case noire g1 · Tour blanche sur case blanche h1 | Tour noire sur case blanche a8 · Cavalier noir sur case noire b8 · Fou noir sur case blanche c8 · Dame noire sur case noire d8 · Roi noir sur case blanche e8 · Fou noir sur case noire f8 · Cavalier noir sur case blanche g8 · Tour noire sur case noire h8 · Pion noir sur case noire a7 · Pion noir sur case blanche b7 · Pion noir sur case blanche d7 · Pion noir sur case noire e7 · Pion noir sur case blanche f7 · Pion noir sur case noire g7 · Pion noir sur case blanche h7 · Pion noir sur case noire c5 · Pion blanc sur case blanche e4 · Pion blanc sur case noire f4 · Pion blanc sur case blanche a2 · Pion blanc sur case noire b2 · Pion blanc sur case blanche c2 · Pion blanc sur case noire d2 · Pion blanc sur case blanche g2 · Pion blanc sur case noire h2 · Tour blanche sur case noire a1 · Cavalier blanc sur case blanche b1 · Fou blanc sur case noire c1 · Dame blanche sur case blanche d1 · Roi blanc sur case noire e1 · Fou blanc sur case blanche f1 · Cavalier blanc sur case noire g1 · Tour blanche sur case blanche h1 | Tour noire sur case blanche a8 · Cavalier noir sur case noire b8 · Fou noir sur case blanche c8 · Dame noire sur case noire d8 · Roi noir sur case blanche e8 · Fou noir sur case noire f8 · Cavalier noir sur case blanche g8 · Tour noire sur case noire h8 · Pion noir sur case noire a7 · Pion noir sur case blanche b7 · Pion noir sur case blanche d7 · Pion noir sur case noire e7 · Pion noir sur case blanche f7 · Pion noir sur case noire g7 · Pion noir sur case blanche h7 · Pion noir sur case noire c5 · Pion blanc sur case blanche e4 · Pion blanc sur case noire f4 · Pion blanc sur case blanche a2 · Pion blanc sur case noire b2 · Pion blanc sur case blanche c2 · Pion blanc sur case noire d2 · Pion blanc sur case blanche g2 · Pion blanc sur case noire h2 · Tour blanche sur case noire a1 · Cavalier blanc sur case blanche b1 · Fou blanc sur case noire c1 · Dame blanche sur case blanche d1 · Roi blanc sur case noire e1 · Fou blanc sur case blanche f1 · Cavalier blanc sur case noire g1 · Tour blanche sur case blanche h1 | 7 |
| 6 | Tour noire sur case blanche a8 · Cavalier noir sur case noire b8 · Fou noir sur case blanche c8 · Dame noire sur case noire d8 · Roi noir sur case blanche e8 · Fou noir sur case noire f8 · Cavalier noir sur case blanche g8 · Tour noire sur case noire h8 · Pion noir sur case noire a7 · Pion noir sur case blanche b7 · Pion noir sur case blanche d7 · Pion noir sur case noire e7 · Pion noir sur case blanche f7 · Pion noir sur case noire g7 · Pion noir sur case blanche h7 · Pion noir sur case noire c5 · Pion blanc sur case blanche e4 · Pion blanc sur case noire f4 · Pion blanc sur case blanche a2 · Pion blanc sur case noire b2 · Pion blanc sur case blanche c2 · Pion blanc sur case noire d2 · Pion blanc sur case blanche g2 · Pion blanc sur case noire h2 · Tour blanche sur case noire a1 · Cavalier blanc sur case blanche b1 · Fou blanc sur case noire c1 · Dame blanche sur case blanche d1 · Roi blanc sur case noire e1 · Fou blanc sur case blanche f1 · Cavalier blanc sur case noire g1 · Tour blanche sur case blanche h1 | Tour noire sur case blanche a8 · Cavalier noir sur case noire b8 · Fou noir sur case blanche c8 · Dame noire sur case noire d8 · Roi noir sur case blanche e8 · Fou noir sur case noire f8 · Cavalier noir sur case blanche g8 · Tour noire sur case noire h8 · Pion noir sur case noire a7 · Pion noir sur case blanche b7 · Pion noir sur case blanche d7 · Pion noir sur case noire e7 · Pion noir sur case blanche f7 · Pion noir sur case noire g7 · Pion noir sur case blanche h7 · Pion noir sur case noire c5 · Pion blanc sur case blanche e4 · Pion blanc sur case noire f4 · Pion blanc sur case blanche a2 · Pion blanc sur case noire b2 · Pion blanc sur case blanche c2 · Pion blanc sur case noire d2 · Pion blanc sur case blanche g2 · Pion blanc sur case noire h2 · Tour blanche sur case noire a1 · Cavalier blanc sur case blanche b1 · Fou blanc sur case noire c1 · Dame blanche sur case blanche d1 · Roi blanc sur case noire e1 · Fou blanc sur case blanche f1 · Cavalier blanc sur case noire g1 · Tour blanche sur case blanche h1 | Tour noire sur case blanche a8 · Cavalier noir sur case noire b8 · Fou noir sur case blanche c8 · Dame noire sur case noire d8 · Roi noir sur case blanche e8 · Fou noir sur case noire f8 · Cavalier noir sur case blanche g8 · Tour noire sur case noire h8 · Pion noir sur case noire a7 · Pion noir sur case blanche b7 · Pion noir sur case blanche d7 · Pion noir sur case noire e7 · Pion noir sur case blanche f7 · Pion noir sur case noire g7 · Pion noir sur case blanche h7 · Pion noir sur case noire c5 · Pion blanc sur case blanche e4 · Pion blanc sur case noire f4 · Pion blanc sur case blanche a2 · Pion blanc sur case noire b2 · Pion blanc sur case blanche c2 · Pion blanc sur case noire d2 · Pion blanc sur case blanche g2 · Pion blanc sur case noire h2 · Tour blanche sur case noire a1 · Cavalier blanc sur case blanche b1 · Fou blanc sur case noire c1 · Dame blanche sur case blanche d1 · Roi blanc sur case noire e1 · Fou blanc sur case blanche f1 · Cavalier blanc sur case noire g1 · Tour blanche sur case blanche h1 | Tour noire sur case blanche a8 · Cavalier noir sur case noire b8 · Fou noir sur case blanche c8 · Dame noire sur case noire d8 · Roi noir sur case blanche e8 · Fou noir sur case noire f8 · Cavalier noir sur case blanche g8 · Tour noire sur case noire h8 · Pion noir sur case noire a7 · Pion noir sur case blanche b7 · Pion noir sur case blanche d7 · Pion noir sur case noire e7 · Pion noir sur case blanche f7 · Pion noir sur case noire g7 · Pion noir sur case blanche h7 · Pion noir sur case noire c5 · Pion blanc sur case blanche e4 · Pion blanc sur case noire f4 · Pion blanc sur case blanche a2 · Pion blanc sur case noire b2 · Pion blanc sur case blanche c2 · Pion blanc sur case noire d2 · Pion blanc sur case blanche g2 · Pion blanc sur case noire h2 · Tour blanche sur case noire a1 · Cavalier blanc sur case blanche b1 · Fou blanc sur case noire c1 · Dame blanche sur case blanche d1 · Roi blanc sur case noire e1 · Fou blanc sur case blanche f1 · Cavalier blanc sur case noire g1 · Tour blanche sur case blanche h1 | Tour noire sur case blanche a8 · Cavalier noir sur case noire b8 · Fou noir sur case blanche c8 · Dame noire sur case noire d8 · Roi noir sur case blanche e8 · Fou noir sur case noire f8 · Cavalier noir sur case blanche g8 · Tour noire sur case noire h8 · Pion noir sur case noire a7 · Pion noir sur case blanche b7 · Pion noir sur case blanche d7 · Pion noir sur case noire e7 · Pion noir sur case blanche f7 · Pion noir sur case noire g7 · Pion noir sur case blanche h7 · Pion noir sur case noire c5 · Pion blanc sur case blanche e4 · Pion blanc sur case noire f4 · Pion blanc sur case blanche a2 · Pion blanc sur case noire b2 · Pion blanc sur case blanche c2 · Pion blanc sur case noire d2 · Pion blanc sur case blanche g2 · Pion blanc sur case noire h2 · Tour blanche sur case noire a1 · Cavalier blanc sur case blanche b1 · Fou blanc sur case noire c1 · Dame blanche sur case blanche d1 · Roi blanc sur case noire e1 · Fou blanc sur case blanche f1 · Cavalier blanc sur case noire g1 · Tour blanche sur case blanche h1 | Tour noire sur case blanche a8 · Cavalier noir sur case noire b8 · Fou noir sur case blanche c8 · Dame noire sur case noire d8 · Roi noir sur case blanche e8 · Fou noir sur case noire f8 · Cavalier noir sur case blanche g8 · Tour noire sur case noire h8 · Pion noir sur case noire a7 · Pion noir sur case blanche b7 · Pion noir sur case blanche d7 · Pion noir sur case noire e7 · Pion noir sur case blanche f7 · Pion noir sur case noire g7 · Pion noir sur case blanche h7 · Pion noir sur case noire c5 · Pion blanc sur case blanche e4 · Pion blanc sur case noire f4 · Pion blanc sur case blanche a2 · Pion blanc sur case noire b2 · Pion blanc sur case blanche c2 · Pion blanc sur case noire d2 · Pion blanc sur case blanche g2 · Pion blanc sur case noire h2 · Tour blanche sur case noire a1 · Cavalier blanc sur case blanche b1 · Fou blanc sur case noire c1 · Dame blanche sur case blanche d1 · Roi blanc sur case noire e1 · Fou blanc sur case blanche f1 · Cavalier blanc sur case noire g1 · Tour blanche sur case blanche h1 | Tour noire sur case blanche a8 · Cavalier noir sur case noire b8 · Fou noir sur case blanche c8 · Dame noire sur case noire d8 · Roi noir sur case blanche e8 · Fou noir sur case noire f8 · Cavalier noir sur case blanche g8 · Tour noire sur case noire h8 · Pion noir sur case noire a7 · Pion noir sur case blanche b7 · Pion noir sur case blanche d7 · Pion noir sur case noire e7 · Pion noir sur case blanche f7 · Pion noir sur case noire g7 · Pion noir sur case blanche h7 · Pion noir sur case noire c5 · Pion blanc sur case blanche e4 · Pion blanc sur case noire f4 · Pion blanc sur case blanche a2 · Pion blanc sur case noire b2 · Pion blanc sur case blanche c2 · Pion blanc sur case noire d2 · Pion blanc sur case blanche g2 · Pion blanc sur case noire h2 · Tour blanche sur case noire a1 · Cavalier blanc sur case blanche b1 · Fou blanc sur case noire c1 · Dame blanche sur case blanche d1 · Roi blanc sur case noire e1 · Fou blanc sur case blanche f1 · Cavalier blanc sur case noire g1 · Tour blanche sur case blanche h1 | Tour noire sur case blanche a8 · Cavalier noir sur case noire b8 · Fou noir sur case blanche c8 · Dame noire sur case noire d8 · Roi noir sur case blanche e8 · Fou noir sur case noire f8 · Cavalier noir sur case blanche g8 · Tour noire sur case noire h8 · Pion noir sur case noire a7 · Pion noir sur case blanche b7 · Pion noir sur case blanche d7 · Pion noir sur case noire e7 · Pion noir sur case blanche f7 · Pion noir sur case noire g7 · Pion noir sur case blanche h7 · Pion noir sur case noire c5 · Pion blanc sur case blanche e4 · Pion blanc sur case noire f4 · Pion blanc sur case blanche a2 · Pion blanc sur case noire b2 · Pion blanc sur case blanche c2 · Pion blanc sur case noire d2 · Pion blanc sur case blanche g2 · Pion blanc sur case noire h2 · Tour blanche sur case noire a1 · Cavalier blanc sur case blanche b1 · Fou blanc sur case noire c1 · Dame blanche sur case blanche d1 · Roi blanc sur case noire e1 · Fou blanc sur case blanche f1 · Cavalier blanc sur case noire g1 · Tour blanche sur case blanche h1 | 6 |
| 5 | Tour noire sur case blanche a8 · Cavalier noir sur case noire b8 · Fou noir sur case blanche c8 · Dame noire sur case noire d8 · Roi noir sur case blanche e8 · Fou noir sur case noire f8 · Cavalier noir sur case blanche g8 · Tour noire sur case noire h8 · Pion noir sur case noire a7 · Pion noir sur case blanche b7 · Pion noir sur case blanche d7 · Pion noir sur case noire e7 · Pion noir sur case blanche f7 · Pion noir sur case noire g7 · Pion noir sur case blanche h7 · Pion noir sur case noire c5 · Pion blanc sur case blanche e4 · Pion blanc sur case noire f4 · Pion blanc sur case blanche a2 · Pion blanc sur case noire b2 · Pion blanc sur case blanche c2 · Pion blanc sur case noire d2 · Pion blanc sur case blanche g2 · Pion blanc sur case noire h2 · Tour blanche sur case noire a1 · Cavalier blanc sur case blanche b1 · Fou blanc sur case noire c1 · Dame blanche sur case blanche d1 · Roi blanc sur case noire e1 · Fou blanc sur case blanche f1 · Cavalier blanc sur case noire g1 · Tour blanche sur case blanche h1 | Tour noire sur case blanche a8 · Cavalier noir sur case noire b8 · Fou noir sur case blanche c8 · Dame noire sur case noire d8 · Roi noir sur case blanche e8 · Fou noir sur case noire f8 · Cavalier noir sur case blanche g8 · Tour noire sur case noire h8 · Pion noir sur case noire a7 · Pion noir sur case blanche b7 · Pion noir sur case blanche d7 · Pion noir sur case noire e7 · Pion noir sur case blanche f7 · Pion noir sur case noire g7 · Pion noir sur case blanche h7 · Pion noir sur case noire c5 · Pion blanc sur case blanche e4 · Pion blanc sur case noire f4 · Pion blanc sur case blanche a2 · Pion blanc sur case noire b2 · Pion blanc sur case blanche c2 · Pion blanc sur case noire d2 · Pion blanc sur case blanche g2 · Pion blanc sur case noire h2 · Tour blanche sur case noire a1 · Cavalier blanc sur case blanche b1 · Fou blanc sur case noire c1 · Dame blanche sur case blanche d1 · Roi blanc sur case noire e1 · Fou blanc sur case blanche f1 · Cavalier blanc sur case noire g1 · Tour blanche sur case blanche h1 | Tour noire sur case blanche a8 · Cavalier noir sur case noire b8 · Fou noir sur case blanche c8 · Dame noire sur case noire d8 · Roi noir sur case blanche e8 · Fou noir sur case noire f8 · Cavalier noir sur case blanche g8 · Tour noire sur case noire h8 · Pion noir sur case noire a7 · Pion noir sur case blanche b7 · Pion noir sur case blanche d7 · Pion noir sur case noire e7 · Pion noir sur case blanche f7 · Pion noir sur case noire g7 · Pion noir sur case blanche h7 · Pion noir sur case noire c5 · Pion blanc sur case blanche e4 · Pion blanc sur case noire f4 · Pion blanc sur case blanche a2 · Pion blanc sur case noire b2 · Pion blanc sur case blanche c2 · Pion blanc sur case noire d2 · Pion blanc sur case blanche g2 · Pion blanc sur case noire h2 · Tour blanche sur case noire a1 · Cavalier blanc sur case blanche b1 · Fou blanc sur case noire c1 · Dame blanche sur case blanche d1 · Roi blanc sur case noire e1 · Fou blanc sur case blanche f1 · Cavalier blanc sur case noire g1 · Tour blanche sur case blanche h1 | Tour noire sur case blanche a8 · Cavalier noir sur case noire b8 · Fou noir sur case blanche c8 · Dame noire sur case noire d8 · Roi noir sur case blanche e8 · Fou noir sur case noire f8 · Cavalier noir sur case blanche g8 · Tour noire sur case noire h8 · Pion noir sur case noire a7 · Pion noir sur case blanche b7 · Pion noir sur case blanche d7 · Pion noir sur case noire e7 · Pion noir sur case blanche f7 · Pion noir sur case noire g7 · Pion noir sur case blanche h7 · Pion noir sur case noire c5 · Pion blanc sur case blanche e4 · Pion blanc sur case noire f4 · Pion blanc sur case blanche a2 · Pion blanc sur case noire b2 · Pion blanc sur case blanche c2 · Pion blanc sur case noire d2 · Pion blanc sur case blanche g2 · Pion blanc sur case noire h2 · Tour blanche sur case noire a1 · Cavalier blanc sur case blanche b1 · Fou blanc sur case noire c1 · Dame blanche sur case blanche d1 · Roi blanc sur case noire e1 · Fou blanc sur case blanche f1 · Cavalier blanc sur case noire g1 · Tour blanche sur case blanche h1 | Tour noire sur case blanche a8 · Cavalier noir sur case noire b8 · Fou noir sur case blanche c8 · Dame noire sur case noire d8 · Roi noir sur case blanche e8 · Fou noir sur case noire f8 · Cavalier noir sur case blanche g8 · Tour noire sur case noire h8 · Pion noir sur case noire a7 · Pion noir sur case blanche b7 · Pion noir sur case blanche d7 · Pion noir sur case noire e7 · Pion noir sur case blanche f7 · Pion noir sur case noire g7 · Pion noir sur case blanche h7 · Pion noir sur case noire c5 · Pion blanc sur case blanche e4 · Pion blanc sur case noire f4 · Pion blanc sur case blanche a2 · Pion blanc sur case noire b2 · Pion blanc sur case blanche c2 · Pion blanc sur case noire d2 · Pion blanc sur case blanche g2 · Pion blanc sur case noire h2 · Tour blanche sur case noire a1 · Cavalier blanc sur case blanche b1 · Fou blanc sur case noire c1 · Dame blanche sur case blanche d1 · Roi blanc sur case noire e1 · Fou blanc sur case blanche f1 · Cavalier blanc sur case noire g1 · Tour blanche sur case blanche h1 | Tour noire sur case blanche a8 · Cavalier noir sur case noire b8 · Fou noir sur case blanche c8 · Dame noire sur case noire d8 · Roi noir sur case blanche e8 · Fou noir sur case noire f8 · Cavalier noir sur case blanche g8 · Tour noire sur case noire h8 · Pion noir sur case noire a7 · Pion noir sur case blanche b7 · Pion noir sur case blanche d7 · Pion noir sur case noire e7 · Pion noir sur case blanche f7 · Pion noir sur case noire g7 · Pion noir sur case blanche h7 · Pion noir sur case noire c5 · Pion blanc sur case blanche e4 · Pion blanc sur case noire f4 · Pion blanc sur case blanche a2 · Pion blanc sur case noire b2 · Pion blanc sur case blanche c2 · Pion blanc sur case noire d2 · Pion blanc sur case blanche g2 · Pion blanc sur case noire h2 · Tour blanche sur case noire a1 · Cavalier blanc sur case blanche b1 · Fou blanc sur case noire c1 · Dame blanche sur case blanche d1 · Roi blanc sur case noire e1 · Fou blanc sur case blanche f1 · Cavalier blanc sur case noire g1 · Tour blanche sur case blanche h1 | Tour noire sur case blanche a8 · Cavalier noir sur case noire b8 · Fou noir sur case blanche c8 · Dame noire sur case noire d8 · Roi noir sur case blanche e8 · Fou noir sur case noire f8 · Cavalier noir sur case blanche g8 · Tour noire sur case noire h8 · Pion noir sur case noire a7 · Pion noir sur case blanche b7 · Pion noir sur case blanche d7 · Pion noir sur case noire e7 · Pion noir sur case blanche f7 · Pion noir sur case noire g7 · Pion noir sur case blanche h7 · Pion noir sur case noire c5 · Pion blanc sur case blanche e4 · Pion blanc sur case noire f4 · Pion blanc sur case blanche a2 · Pion blanc sur case noire b2 · Pion blanc sur case blanche c2 · Pion blanc sur case noire d2 · Pion blanc sur case blanche g2 · Pion blanc sur case noire h2 · Tour blanche sur case noire a1 · Cavalier blanc sur case blanche b1 · Fou blanc sur case noire c1 · Dame blanche sur case blanche d1 · Roi blanc sur case noire e1 · Fou blanc sur case blanche f1 · Cavalier blanc sur case noire g1 · Tour blanche sur case blanche h1 | Tour noire sur case blanche a8 · Cavalier noir sur case noire b8 · Fou noir sur case blanche c8 · Dame noire sur case noire d8 · Roi noir sur case blanche e8 · Fou noir sur case noire f8 · Cavalier noir sur case blanche g8 · Tour noire sur case noire h8 · Pion noir sur case noire a7 · Pion noir sur case blanche b7 · Pion noir sur case blanche d7 · Pion noir sur case noire e7 · Pion noir sur case blanche f7 · Pion noir sur case noire g7 · Pion noir sur case blanche h7 · Pion noir sur case noire c5 · Pion blanc sur case blanche e4 · Pion blanc sur case noire f4 · Pion blanc sur case blanche a2 · Pion blanc sur case noire b2 · Pion blanc sur case blanche c2 · Pion blanc sur case noire d2 · Pion blanc sur case blanche g2 · Pion blanc sur case noire h2 · Tour blanche sur case noire a1 · Cavalier blanc sur case blanche b1 · Fou blanc sur case noire c1 · Dame blanche sur case blanche d1 · Roi blanc sur case noire e1 · Fou blanc sur case blanche f1 · Cavalier blanc sur case noire g1 · Tour blanche sur case blanche h1 | 5 |
| 4 | Tour noire sur case blanche a8 · Cavalier noir sur case noire b8 · Fou noir sur case blanche c8 · Dame noire sur case noire d8 · Roi noir sur case blanche e8 · Fou noir sur case noire f8 · Cavalier noir sur case blanche g8 · Tour noire sur case noire h8 · Pion noir sur case noire a7 · Pion noir sur case blanche b7 · Pion noir sur case blanche d7 · Pion noir sur case noire e7 · Pion noir sur case blanche f7 · Pion noir sur case noire g7 · Pion noir sur case blanche h7 · Pion noir sur case noire c5 · Pion blanc sur case blanche e4 · Pion blanc sur case noire f4 · Pion blanc sur case blanche a2 · Pion blanc sur case noire b2 · Pion blanc sur case blanche c2 · Pion blanc sur case noire d2 · Pion blanc sur case blanche g2 · Pion blanc sur case noire h2 · Tour blanche sur case noire a1 · Cavalier blanc sur case blanche b1 · Fou blanc sur case noire c1 · Dame blanche sur case blanche d1 · Roi blanc sur case noire e1 · Fou blanc sur case blanche f1 · Cavalier blanc sur case noire g1 · Tour blanche sur case blanche h1 | Tour noire sur case blanche a8 · Cavalier noir sur case noire b8 · Fou noir sur case blanche c8 · Dame noire sur case noire d8 · Roi noir sur case blanche e8 · Fou noir sur case noire f8 · Cavalier noir sur case blanche g8 · Tour noire sur case noire h8 · Pion noir sur case noire a7 · Pion noir sur case blanche b7 · Pion noir sur case blanche d7 · Pion noir sur case noire e7 · Pion noir sur case blanche f7 · Pion noir sur case noire g7 · Pion noir sur case blanche h7 · Pion noir sur case noire c5 · Pion blanc sur case blanche e4 · Pion blanc sur case noire f4 · Pion blanc sur case blanche a2 · Pion blanc sur case noire b2 · Pion blanc sur case blanche c2 · Pion blanc sur case noire d2 · Pion blanc sur case blanche g2 · Pion blanc sur case noire h2 · Tour blanche sur case noire a1 · Cavalier blanc sur case blanche b1 · Fou blanc sur case noire c1 · Dame blanche sur case blanche d1 · Roi blanc sur case noire e1 · Fou blanc sur case blanche f1 · Cavalier blanc sur case noire g1 · Tour blanche sur case blanche h1 | Tour noire sur case blanche a8 · Cavalier noir sur case noire b8 · Fou noir sur case blanche c8 · Dame noire sur case noire d8 · Roi noir sur case blanche e8 · Fou noir sur case noire f8 · Cavalier noir sur case blanche g8 · Tour noire sur case noire h8 · Pion noir sur case noire a7 · Pion noir sur case blanche b7 · Pion noir sur case blanche d7 · Pion noir sur case noire e7 · Pion noir sur case blanche f7 · Pion noir sur case noire g7 · Pion noir sur case blanche h7 · Pion noir sur case noire c5 · Pion blanc sur case blanche e4 · Pion blanc sur case noire f4 · Pion blanc sur case blanche a2 · Pion blanc sur case noire b2 · Pion blanc sur case blanche c2 · Pion blanc sur case noire d2 · Pion blanc sur case blanche g2 · Pion blanc sur case noire h2 · Tour blanche sur case noire a1 · Cavalier blanc sur case blanche b1 · Fou blanc sur case noire c1 · Dame blanche sur case blanche d1 · Roi blanc sur case noire e1 · Fou blanc sur case blanche f1 · Cavalier blanc sur case noire g1 · Tour blanche sur case blanche h1 | Tour noire sur case blanche a8 · Cavalier noir sur case noire b8 · Fou noir sur case blanche c8 · Dame noire sur case noire d8 · Roi noir sur case blanche e8 · Fou noir sur case noire f8 · Cavalier noir sur case blanche g8 · Tour noire sur case noire h8 · Pion noir sur case noire a7 · Pion noir sur case blanche b7 · Pion noir sur case blanche d7 · Pion noir sur case noire e7 · Pion noir sur case blanche f7 · Pion noir sur case noire g7 · Pion noir sur case blanche h7 · Pion noir sur case noire c5 · Pion blanc sur case blanche e4 · Pion blanc sur case noire f4 · Pion blanc sur case blanche a2 · Pion blanc sur case noire b2 · Pion blanc sur case blanche c2 · Pion blanc sur case noire d2 · Pion blanc sur case blanche g2 · Pion blanc sur case noire h2 · Tour blanche sur case noire a1 · Cavalier blanc sur case blanche b1 · Fou blanc sur case noire c1 · Dame blanche sur case blanche d1 · Roi blanc sur case noire e1 · Fou blanc sur case blanche f1 · Cavalier blanc sur case noire g1 · Tour blanche sur case blanche h1 | Tour noire sur case blanche a8 · Cavalier noir sur case noire b8 · Fou noir sur case blanche c8 · Dame noire sur case noire d8 · Roi noir sur case blanche e8 · Fou noir sur case noire f8 · Cavalier noir sur case blanche g8 · Tour noire sur case noire h8 · Pion noir sur case noire a7 · Pion noir sur case blanche b7 · Pion noir sur case blanche d7 · Pion noir sur case noire e7 · Pion noir sur case blanche f7 · Pion noir sur case noire g7 · Pion noir sur case blanche h7 · Pion noir sur case noire c5 · Pion blanc sur case blanche e4 · Pion blanc sur case noire f4 · Pion blanc sur case blanche a2 · Pion blanc sur case noire b2 · Pion blanc sur case blanche c2 · Pion blanc sur case noire d2 · Pion blanc sur case blanche g2 · Pion blanc sur case noire h2 · Tour blanche sur case noire a1 · Cavalier blanc sur case blanche b1 · Fou blanc sur case noire c1 · Dame blanche sur case blanche d1 · Roi blanc sur case noire e1 · Fou blanc sur case blanche f1 · Cavalier blanc sur case noire g1 · Tour blanche sur case blanche h1 | Tour noire sur case blanche a8 · Cavalier noir sur case noire b8 · Fou noir sur case blanche c8 · Dame noire sur case noire d8 · Roi noir sur case blanche e8 · Fou noir sur case noire f8 · Cavalier noir sur case blanche g8 · Tour noire sur case noire h8 · Pion noir sur case noire a7 · Pion noir sur case blanche b7 · Pion noir sur case blanche d7 · Pion noir sur case noire e7 · Pion noir sur case blanche f7 · Pion noir sur case noire g7 · Pion noir sur case blanche h7 · Pion noir sur case noire c5 · Pion blanc sur case blanche e4 · Pion blanc sur case noire f4 · Pion blanc sur case blanche a2 · Pion blanc sur case noire b2 · Pion blanc sur case blanche c2 · Pion blanc sur case noire d2 · Pion blanc sur case blanche g2 · Pion blanc sur case noire h2 · Tour blanche sur case noire a1 · Cavalier blanc sur case blanche b1 · Fou blanc sur case noire c1 · Dame blanche sur case blanche d1 · Roi blanc sur case noire e1 · Fou blanc sur case blanche f1 · Cavalier blanc sur case noire g1 · Tour blanche sur case blanche h1 | Tour noire sur case blanche a8 · Cavalier noir sur case noire b8 · Fou noir sur case blanche c8 · Dame noire sur case noire d8 · Roi noir sur case blanche e8 · Fou noir sur case noire f8 · Cavalier noir sur case blanche g8 · Tour noire sur case noire h8 · Pion noir sur case noire a7 · Pion noir sur case blanche b7 · Pion noir sur case blanche d7 · Pion noir sur case noire e7 · Pion noir sur case blanche f7 · Pion noir sur case noire g7 · Pion noir sur case blanche h7 · Pion noir sur case noire c5 · Pion blanc sur case blanche e4 · Pion blanc sur case noire f4 · Pion blanc sur case blanche a2 · Pion blanc sur case noire b2 · Pion blanc sur case blanche c2 · Pion blanc sur case noire d2 · Pion blanc sur case blanche g2 · Pion blanc sur case noire h2 · Tour blanche sur case noire a1 · Cavalier blanc sur case blanche b1 · Fou blanc sur case noire c1 · Dame blanche sur case blanche d1 · Roi blanc sur case noire e1 · Fou blanc sur case blanche f1 · Cavalier blanc sur case noire g1 · Tour blanche sur case blanche h1 | Tour noire sur case blanche a8 · Cavalier noir sur case noire b8 · Fou noir sur case blanche c8 · Dame noire sur case noire d8 · Roi noir sur case blanche e8 · Fou noir sur case noire f8 · Cavalier noir sur case blanche g8 · Tour noire sur case noire h8 · Pion noir sur case noire a7 · Pion noir sur case blanche b7 · Pion noir sur case blanche d7 · Pion noir sur case noire e7 · Pion noir sur case blanche f7 · Pion noir sur case noire g7 · Pion noir sur case blanche h7 · Pion noir sur case noire c5 · Pion blanc sur case blanche e4 · Pion blanc sur case noire f4 · Pion blanc sur case blanche a2 · Pion blanc sur case noire b2 · Pion blanc sur case blanche c2 · Pion blanc sur case noire d2 · Pion blanc sur case blanche g2 · Pion blanc sur case noire h2 · Tour blanche sur case noire a1 · Cavalier blanc sur case blanche b1 · Fou blanc sur case noire c1 · Dame blanche sur case blanche d1 · Roi blanc sur case noire e1 · Fou blanc sur case blanche f1 · Cavalier blanc sur case noire g1 · Tour blanche sur case blanche h1 | 4 |
| 3 | Tour noire sur case blanche a8 · Cavalier noir sur case noire b8 · Fou noir sur case blanche c8 · Dame noire sur case noire d8 · Roi noir sur case blanche e8 · Fou noir sur case noire f8 · Cavalier noir sur case blanche g8 · Tour noire sur case noire h8 · Pion noir sur case noire a7 · Pion noir sur case blanche b7 · Pion noir sur case blanche d7 · Pion noir sur case noire e7 · Pion noir sur case blanche f7 · Pion noir sur case noire g7 · Pion noir sur case blanche h7 · Pion noir sur case noire c5 · Pion blanc sur case blanche e4 · Pion blanc sur case noire f4 · Pion blanc sur case blanche a2 · Pion blanc sur case noire b2 · Pion blanc sur case blanche c2 · Pion blanc sur case noire d2 · Pion blanc sur case blanche g2 · Pion blanc sur case noire h2 · Tour blanche sur case noire a1 · Cavalier blanc sur case blanche b1 · Fou blanc sur case noire c1 · Dame blanche sur case blanche d1 · Roi blanc sur case noire e1 · Fou blanc sur case blanche f1 · Cavalier blanc sur case noire g1 · Tour blanche sur case blanche h1 | Tour noire sur case blanche a8 · Cavalier noir sur case noire b8 · Fou noir sur case blanche c8 · Dame noire sur case noire d8 · Roi noir sur case blanche e8 · Fou noir sur case noire f8 · Cavalier noir sur case blanche g8 · Tour noire sur case noire h8 · Pion noir sur case noire a7 · Pion noir sur case blanche b7 · Pion noir sur case blanche d7 · Pion noir sur case noire e7 · Pion noir sur case blanche f7 · Pion noir sur case noire g7 · Pion noir sur case blanche h7 · Pion noir sur case noire c5 · Pion blanc sur case blanche e4 · Pion blanc sur case noire f4 · Pion blanc sur case blanche a2 · Pion blanc sur case noire b2 · Pion blanc sur case blanche c2 · Pion blanc sur case noire d2 · Pion blanc sur case blanche g2 · Pion blanc sur case noire h2 · Tour blanche sur case noire a1 · Cavalier blanc sur case blanche b1 · Fou blanc sur case noire c1 · Dame blanche sur case blanche d1 · Roi blanc sur case noire e1 · Fou blanc sur case blanche f1 · Cavalier blanc sur case noire g1 · Tour blanche sur case blanche h1 | Tour noire sur case blanche a8 · Cavalier noir sur case noire b8 · Fou noir sur case blanche c8 · Dame noire sur case noire d8 · Roi noir sur case blanche e8 · Fou noir sur case noire f8 · Cavalier noir sur case blanche g8 · Tour noire sur case noire h8 · Pion noir sur case noire a7 · Pion noir sur case blanche b7 · Pion noir sur case blanche d7 · Pion noir sur case noire e7 · Pion noir sur case blanche f7 · Pion noir sur case noire g7 · Pion noir sur case blanche h7 · Pion noir sur case noire c5 · Pion blanc sur case blanche e4 · Pion blanc sur case noire f4 · Pion blanc sur case blanche a2 · Pion blanc sur case noire b2 · Pion blanc sur case blanche c2 · Pion blanc sur case noire d2 · Pion blanc sur case blanche g2 · Pion blanc sur case noire h2 · Tour blanche sur case noire a1 · Cavalier blanc sur case blanche b1 · Fou blanc sur case noire c1 · Dame blanche sur case blanche d1 · Roi blanc sur case noire e1 · Fou blanc sur case blanche f1 · Cavalier blanc sur case noire g1 · Tour blanche sur case blanche h1 | Tour noire sur case blanche a8 · Cavalier noir sur case noire b8 · Fou noir sur case blanche c8 · Dame noire sur case noire d8 · Roi noir sur case blanche e8 · Fou noir sur case noire f8 · Cavalier noir sur case blanche g8 · Tour noire sur case noire h8 · Pion noir sur case noire a7 · Pion noir sur case blanche b7 · Pion noir sur case blanche d7 · Pion noir sur case noire e7 · Pion noir sur case blanche f7 · Pion noir sur case noire g7 · Pion noir sur case blanche h7 · Pion noir sur case noire c5 · Pion blanc sur case blanche e4 · Pion blanc sur case noire f4 · Pion blanc sur case blanche a2 · Pion blanc sur case noire b2 · Pion blanc sur case blanche c2 · Pion blanc sur case noire d2 · Pion blanc sur case blanche g2 · Pion blanc sur case noire h2 · Tour blanche sur case noire a1 · Cavalier blanc sur case blanche b1 · Fou blanc sur case noire c1 · Dame blanche sur case blanche d1 · Roi blanc sur case noire e1 · Fou blanc sur case blanche f1 · Cavalier blanc sur case noire g1 · Tour blanche sur case blanche h1 | Tour noire sur case blanche a8 · Cavalier noir sur case noire b8 · Fou noir sur case blanche c8 · Dame noire sur case noire d8 · Roi noir sur case blanche e8 · Fou noir sur case noire f8 · Cavalier noir sur case blanche g8 · Tour noire sur case noire h8 · Pion noir sur case noire a7 · Pion noir sur case blanche b7 · Pion noir sur case blanche d7 · Pion noir sur case noire e7 · Pion noir sur case blanche f7 · Pion noir sur case noire g7 · Pion noir sur case blanche h7 · Pion noir sur case noire c5 · Pion blanc sur case blanche e4 · Pion blanc sur case noire f4 · Pion blanc sur case blanche a2 · Pion blanc sur case noire b2 · Pion blanc sur case blanche c2 · Pion blanc sur case noire d2 · Pion blanc sur case blanche g2 · Pion blanc sur case noire h2 · Tour blanche sur case noire a1 · Cavalier blanc sur case blanche b1 · Fou blanc sur case noire c1 · Dame blanche sur case blanche d1 · Roi blanc sur case noire e1 · Fou blanc sur case blanche f1 · Cavalier blanc sur case noire g1 · Tour blanche sur case blanche h1 | Tour noire sur case blanche a8 · Cavalier noir sur case noire b8 · Fou noir sur case blanche c8 · Dame noire sur case noire d8 · Roi noir sur case blanche e8 · Fou noir sur case noire f8 · Cavalier noir sur case blanche g8 · Tour noire sur case noire h8 · Pion noir sur case noire a7 · Pion noir sur case blanche b7 · Pion noir sur case blanche d7 · Pion noir sur case noire e7 · Pion noir sur case blanche f7 · Pion noir sur case noire g7 · Pion noir sur case blanche h7 · Pion noir sur case noire c5 · Pion blanc sur case blanche e4 · Pion blanc sur case noire f4 · Pion blanc sur case blanche a2 · Pion blanc sur case noire b2 · Pion blanc sur case blanche c2 · Pion blanc sur case noire d2 · Pion blanc sur case blanche g2 · Pion blanc sur case noire h2 · Tour blanche sur case noire a1 · Cavalier blanc sur case blanche b1 · Fou blanc sur case noire c1 · Dame blanche sur case blanche d1 · Roi blanc sur case noire e1 · Fou blanc sur case blanche f1 · Cavalier blanc sur case noire g1 · Tour blanche sur case blanche h1 | Tour noire sur case blanche a8 · Cavalier noir sur case noire b8 · Fou noir sur case blanche c8 · Dame noire sur case noire d8 · Roi noir sur case blanche e8 · Fou noir sur case noire f8 · Cavalier noir sur case blanche g8 · Tour noire sur case noire h8 · Pion noir sur case noire a7 · Pion noir sur case blanche b7 · Pion noir sur case blanche d7 · Pion noir sur case noire e7 · Pion noir sur case blanche f7 · Pion noir sur case noire g7 · Pion noir sur case blanche h7 · Pion noir sur case noire c5 · Pion blanc sur case blanche e4 · Pion blanc sur case noire f4 · Pion blanc sur case blanche a2 · Pion blanc sur case noire b2 · Pion blanc sur case blanche c2 · Pion blanc sur case noire d2 · Pion blanc sur case blanche g2 · Pion blanc sur case noire h2 · Tour blanche sur case noire a1 · Cavalier blanc sur case blanche b1 · Fou blanc sur case noire c1 · Dame blanche sur case blanche d1 · Roi blanc sur case noire e1 · Fou blanc sur case blanche f1 · Cavalier blanc sur case noire g1 · Tour blanche sur case blanche h1 | Tour noire sur case blanche a8 · Cavalier noir sur case noire b8 · Fou noir sur case blanche c8 · Dame noire sur case noire d8 · Roi noir sur case blanche e8 · Fou noir sur case noire f8 · Cavalier noir sur case blanche g8 · Tour noire sur case noire h8 · Pion noir sur case noire a7 · Pion noir sur case blanche b7 · Pion noir sur case blanche d7 · Pion noir sur case noire e7 · Pion noir sur case blanche f7 · Pion noir sur case noire g7 · Pion noir sur case blanche h7 · Pion noir sur case noire c5 · Pion blanc sur case blanche e4 · Pion blanc sur case noire f4 · Pion blanc sur case blanche a2 · Pion blanc sur case noire b2 · Pion blanc sur case blanche c2 · Pion blanc sur case noire d2 · Pion blanc sur case blanche g2 · Pion blanc sur case noire h2 · Tour blanche sur case noire a1 · Cavalier blanc sur case blanche b1 · Fou blanc sur case noire c1 · Dame blanche sur case blanche d1 · Roi blanc sur case noire e1 · Fou blanc sur case blanche f1 · Cavalier blanc sur case noire g1 · Tour blanche sur case blanche h1 | 3 |
| 2 | Tour noire sur case blanche a8 · Cavalier noir sur case noire b8 · Fou noir sur case blanche c8 · Dame noire sur case noire d8 · Roi noir sur case blanche e8 · Fou noir sur case noire f8 · Cavalier noir sur case blanche g8 · Tour noire sur case noire h8 · Pion noir sur case noire a7 · Pion noir sur case blanche b7 · Pion noir sur case blanche d7 · Pion noir sur case noire e7 · Pion noir sur case blanche f7 · Pion noir sur case noire g7 · Pion noir sur case blanche h7 · Pion noir sur case noire c5 · Pion blanc sur case blanche e4 · Pion blanc sur case noire f4 · Pion blanc sur case blanche a2 · Pion blanc sur case noire b2 · Pion blanc sur case blanche c2 · Pion blanc sur case noire d2 · Pion blanc sur case blanche g2 · Pion blanc sur case noire h2 · Tour blanche sur case noire a1 · Cavalier blanc sur case blanche b1 · Fou blanc sur case noire c1 · Dame blanche sur case blanche d1 · Roi blanc sur case noire e1 · Fou blanc sur case blanche f1 · Cavalier blanc sur case noire g1 · Tour blanche sur case blanche h1 | Tour noire sur case blanche a8 · Cavalier noir sur case noire b8 · Fou noir sur case blanche c8 · Dame noire sur case noire d8 · Roi noir sur case blanche e8 · Fou noir sur case noire f8 · Cavalier noir sur case blanche g8 · Tour noire sur case noire h8 · Pion noir sur case noire a7 · Pion noir sur case blanche b7 · Pion noir sur case blanche d7 · Pion noir sur case noire e7 · Pion noir sur case blanche f7 · Pion noir sur case noire g7 · Pion noir sur case blanche h7 · Pion noir sur case noire c5 · Pion blanc sur case blanche e4 · Pion blanc sur case noire f4 · Pion blanc sur case blanche a2 · Pion blanc sur case noire b2 · Pion blanc sur case blanche c2 · Pion blanc sur case noire d2 · Pion blanc sur case blanche g2 · Pion blanc sur case noire h2 · Tour blanche sur case noire a1 · Cavalier blanc sur case blanche b1 · Fou blanc sur case noire c1 · Dame blanche sur case blanche d1 · Roi blanc sur case noire e1 · Fou blanc sur case blanche f1 · Cavalier blanc sur case noire g1 · Tour blanche sur case blanche h1 | Tour noire sur case blanche a8 · Cavalier noir sur case noire b8 · Fou noir sur case blanche c8 · Dame noire sur case noire d8 · Roi noir sur case blanche e8 · Fou noir sur case noire f8 · Cavalier noir sur case blanche g8 · Tour noire sur case noire h8 · Pion noir sur case noire a7 · Pion noir sur case blanche b7 · Pion noir sur case blanche d7 · Pion noir sur case noire e7 · Pion noir sur case blanche f7 · Pion noir sur case noire g7 · Pion noir sur case blanche h7 · Pion noir sur case noire c5 · Pion blanc sur case blanche e4 · Pion blanc sur case noire f4 · Pion blanc sur case blanche a2 · Pion blanc sur case noire b2 · Pion blanc sur case blanche c2 · Pion blanc sur case noire d2 · Pion blanc sur case blanche g2 · Pion blanc sur case noire h2 · Tour blanche sur case noire a1 · Cavalier blanc sur case blanche b1 · Fou blanc sur case noire c1 · Dame blanche sur case blanche d1 · Roi blanc sur case noire e1 · Fou blanc sur case blanche f1 · Cavalier blanc sur case noire g1 · Tour blanche sur case blanche h1 | Tour noire sur case blanche a8 · Cavalier noir sur case noire b8 · Fou noir sur case blanche c8 · Dame noire sur case noire d8 · Roi noir sur case blanche e8 · Fou noir sur case noire f8 · Cavalier noir sur case blanche g8 · Tour noire sur case noire h8 · Pion noir sur case noire a7 · Pion noir sur case blanche b7 · Pion noir sur case blanche d7 · Pion noir sur case noire e7 · Pion noir sur case blanche f7 · Pion noir sur case noire g7 · Pion noir sur case blanche h7 · Pion noir sur case noire c5 · Pion blanc sur case blanche e4 · Pion blanc sur case noire f4 · Pion blanc sur case blanche a2 · Pion blanc sur case noire b2 · Pion blanc sur case blanche c2 · Pion blanc sur case noire d2 · Pion blanc sur case blanche g2 · Pion blanc sur case noire h2 · Tour blanche sur case noire a1 · Cavalier blanc sur case blanche b1 · Fou blanc sur case noire c1 · Dame blanche sur case blanche d1 · Roi blanc sur case noire e1 · Fou blanc sur case blanche f1 · Cavalier blanc sur case noire g1 · Tour blanche sur case blanche h1 | Tour noire sur case blanche a8 · Cavalier noir sur case noire b8 · Fou noir sur case blanche c8 · Dame noire sur case noire d8 · Roi noir sur case blanche e8 · Fou noir sur case noire f8 · Cavalier noir sur case blanche g8 · Tour noire sur case noire h8 · Pion noir sur case noire a7 · Pion noir sur case blanche b7 · Pion noir sur case blanche d7 · Pion noir sur case noire e7 · Pion noir sur case blanche f7 · Pion noir sur case noire g7 · Pion noir sur case blanche h7 · Pion noir sur case noire c5 · Pion blanc sur case blanche e4 · Pion blanc sur case noire f4 · Pion blanc sur case blanche a2 · Pion blanc sur case noire b2 · Pion blanc sur case blanche c2 · Pion blanc sur case noire d2 · Pion blanc sur case blanche g2 · Pion blanc sur case noire h2 · Tour blanche sur case noire a1 · Cavalier blanc sur case blanche b1 · Fou blanc sur case noire c1 · Dame blanche sur case blanche d1 · Roi blanc sur case noire e1 · Fou blanc sur case blanche f1 · Cavalier blanc sur case noire g1 · Tour blanche sur case blanche h1 | Tour noire sur case blanche a8 · Cavalier noir sur case noire b8 · Fou noir sur case blanche c8 · Dame noire sur case noire d8 · Roi noir sur case blanche e8 · Fou noir sur case noire f8 · Cavalier noir sur case blanche g8 · Tour noire sur case noire h8 · Pion noir sur case noire a7 · Pion noir sur case blanche b7 · Pion noir sur case blanche d7 · Pion noir sur case noire e7 · Pion noir sur case blanche f7 · Pion noir sur case noire g7 · Pion noir sur case blanche h7 · Pion noir sur case noire c5 · Pion blanc sur case blanche e4 · Pion blanc sur case noire f4 · Pion blanc sur case blanche a2 · Pion blanc sur case noire b2 · Pion blanc sur case blanche c2 · Pion blanc sur case noire d2 · Pion blanc sur case blanche g2 · Pion blanc sur case noire h2 · Tour blanche sur case noire a1 · Cavalier blanc sur case blanche b1 · Fou blanc sur case noire c1 · Dame blanche sur case blanche d1 · Roi blanc sur case noire e1 · Fou blanc sur case blanche f1 · Cavalier blanc sur case noire g1 · Tour blanche sur case blanche h1 | Tour noire sur case blanche a8 · Cavalier noir sur case noire b8 · Fou noir sur case blanche c8 · Dame noire sur case noire d8 · Roi noir sur case blanche e8 · Fou noir sur case noire f8 · Cavalier noir sur case blanche g8 · Tour noire sur case noire h8 · Pion noir sur case noire a7 · Pion noir sur case blanche b7 · Pion noir sur case blanche d7 · Pion noir sur case noire e7 · Pion noir sur case blanche f7 · Pion noir sur case noire g7 · Pion noir sur case blanche h7 · Pion noir sur case noire c5 · Pion blanc sur case blanche e4 · Pion blanc sur case noire f4 · Pion blanc sur case blanche a2 · Pion blanc sur case noire b2 · Pion blanc sur case blanche c2 · Pion blanc sur case noire d2 · Pion blanc sur case blanche g2 · Pion blanc sur case noire h2 · Tour blanche sur case noire a1 · Cavalier blanc sur case blanche b1 · Fou blanc sur case noire c1 · Dame blanche sur case blanche d1 · Roi blanc sur case noire e1 · Fou blanc sur case blanche f1 · Cavalier blanc sur case noire g1 · Tour blanche sur case blanche h1 | Tour noire sur case blanche a8 · Cavalier noir sur case noire b8 · Fou noir sur case blanche c8 · Dame noire sur case noire d8 · Roi noir sur case blanche e8 · Fou noir sur case noire f8 · Cavalier noir sur case blanche g8 · Tour noire sur case noire h8 · Pion noir sur case noire a7 · Pion noir sur case blanche b7 · Pion noir sur case blanche d7 · Pion noir sur case noire e7 · Pion noir sur case blanche f7 · Pion noir sur case noire g7 · Pion noir sur case blanche h7 · Pion noir sur case noire c5 · Pion blanc sur case blanche e4 · Pion blanc sur case noire f4 · Pion blanc sur case blanche a2 · Pion blanc sur case noire b2 · Pion blanc sur case blanche c2 · Pion blanc sur case noire d2 · Pion blanc sur case blanche g2 · Pion blanc sur case noire h2 · Tour blanche sur case noire a1 · Cavalier blanc sur case blanche b1 · Fou blanc sur case noire c1 · Dame blanche sur case blanche d1 · Roi blanc sur case noire e1 · Fou blanc sur case blanche f1 · Cavalier blanc sur case noire g1 · Tour blanche sur case blanche h1 | 2 |
| 1 | Tour noire sur case blanche a8 · Cavalier noir sur case noire b8 · Fou noir sur case blanche c8 · Dame noire sur case noire d8 · Roi noir sur case blanche e8 · Fou noir sur case noire f8 · Cavalier noir sur case blanche g8 · Tour noire sur case noire h8 · Pion noir sur case noire a7 · Pion noir sur case blanche b7 · Pion noir sur case blanche d7 · Pion noir sur case noire e7 · Pion noir sur case blanche f7 · Pion noir sur case noire g7 · Pion noir sur case blanche h7 · Pion noir sur case noire c5 · Pion blanc sur case blanche e4 · Pion blanc sur case noire f4 · Pion blanc sur case blanche a2 · Pion blanc sur case noire b2 · Pion blanc sur case blanche c2 · Pion blanc sur case noire d2 · Pion blanc sur case blanche g2 · Pion blanc sur case noire h2 · Tour blanche sur case noire a1 · Cavalier blanc sur case blanche b1 · Fou blanc sur case noire c1 · Dame blanche sur case blanche d1 · Roi blanc sur case noire e1 · Fou blanc sur case blanche f1 · Cavalier blanc sur case noire g1 · Tour blanche sur case blanche h1 | Tour noire sur case blanche a8 · Cavalier noir sur case noire b8 · Fou noir sur case blanche c8 · Dame noire sur case noire d8 · Roi noir sur case blanche e8 · Fou noir sur case noire f8 · Cavalier noir sur case blanche g8 · Tour noire sur case noire h8 · Pion noir sur case noire a7 · Pion noir sur case blanche b7 · Pion noir sur case blanche d7 · Pion noir sur case noire e7 · Pion noir sur case blanche f7 · Pion noir sur case noire g7 · Pion noir sur case blanche h7 · Pion noir sur case noire c5 · Pion blanc sur case blanche e4 · Pion blanc sur case noire f4 · Pion blanc sur case blanche a2 · Pion blanc sur case noire b2 · Pion blanc sur case blanche c2 · Pion blanc sur case noire d2 · Pion blanc sur case blanche g2 · Pion blanc sur case noire h2 · Tour blanche sur case noire a1 · Cavalier blanc sur case blanche b1 · Fou blanc sur case noire c1 · Dame blanche sur case blanche d1 · Roi blanc sur case noire e1 · Fou blanc sur case blanche f1 · Cavalier blanc sur case noire g1 · Tour blanche sur case blanche h1 | Tour noire sur case blanche a8 · Cavalier noir sur case noire b8 · Fou noir sur case blanche c8 · Dame noire sur case noire d8 · Roi noir sur case blanche e8 · Fou noir sur case noire f8 · Cavalier noir sur case blanche g8 · Tour noire sur case noire h8 · Pion noir sur case noire a7 · Pion noir sur case blanche b7 · Pion noir sur case blanche d7 · Pion noir sur case noire e7 · Pion noir sur case blanche f7 · Pion noir sur case noire g7 · Pion noir sur case blanche h7 · Pion noir sur case noire c5 · Pion blanc sur case blanche e4 · Pion blanc sur case noire f4 · Pion blanc sur case blanche a2 · Pion blanc sur case noire b2 · Pion blanc sur case blanche c2 · Pion blanc sur case noire d2 · Pion blanc sur case blanche g2 · Pion blanc sur case noire h2 · Tour blanche sur case noire a1 · Cavalier blanc sur case blanche b1 · Fou blanc sur case noire c1 · Dame blanche sur case blanche d1 · Roi blanc sur case noire e1 · Fou blanc sur case blanche f1 · Cavalier blanc sur case noire g1 · Tour blanche sur case blanche h1 | Tour noire sur case blanche a8 · Cavalier noir sur case noire b8 · Fou noir sur case blanche c8 · Dame noire sur case noire d8 · Roi noir sur case blanche e8 · Fou noir sur case noire f8 · Cavalier noir sur case blanche g8 · Tour noire sur case noire h8 · Pion noir sur case noire a7 · Pion noir sur case blanche b7 · Pion noir sur case blanche d7 · Pion noir sur case noire e7 · Pion noir sur case blanche f7 · Pion noir sur case noire g7 · Pion noir sur case blanche h7 · Pion noir sur case noire c5 · Pion blanc sur case blanche e4 · Pion blanc sur case noire f4 · Pion blanc sur case blanche a2 · Pion blanc sur case noire b2 · Pion blanc sur case blanche c2 · Pion blanc sur case noire d2 · Pion blanc sur case blanche g2 · Pion blanc sur case noire h2 · Tour blanche sur case noire a1 · Cavalier blanc sur case blanche b1 · Fou blanc sur case noire c1 · Dame blanche sur case blanche d1 · Roi blanc sur case noire e1 · Fou blanc sur case blanche f1 · Cavalier blanc sur case noire g1 · Tour blanche sur case blanche h1 | Tour noire sur case blanche a8 · Cavalier noir sur case noire b8 · Fou noir sur case blanche c8 · Dame noire sur case noire d8 · Roi noir sur case blanche e8 · Fou noir sur case noire f8 · Cavalier noir sur case blanche g8 · Tour noire sur case noire h8 · Pion noir sur case noire a7 · Pion noir sur case blanche b7 · Pion noir sur case blanche d7 · Pion noir sur case noire e7 · Pion noir sur case blanche f7 · Pion noir sur case noire g7 · Pion noir sur case blanche h7 · Pion noir sur case noire c5 · Pion blanc sur case blanche e4 · Pion blanc sur case noire f4 · Pion blanc sur case blanche a2 · Pion blanc sur case noire b2 · Pion blanc sur case blanche c2 · Pion blanc sur case noire d2 · Pion blanc sur case blanche g2 · Pion blanc sur case noire h2 · Tour blanche sur case noire a1 · Cavalier blanc sur case blanche b1 · Fou blanc sur case noire c1 · Dame blanche sur case blanche d1 · Roi blanc sur case noire e1 · Fou blanc sur case blanche f1 · Cavalier blanc sur case noire g1 · Tour blanche sur case blanche h1 | Tour noire sur case blanche a8 · Cavalier noir sur case noire b8 · Fou noir sur case blanche c8 · Dame noire sur case noire d8 · Roi noir sur case blanche e8 · Fou noir sur case noire f8 · Cavalier noir sur case blanche g8 · Tour noire sur case noire h8 · Pion noir sur case noire a7 · Pion noir sur case blanche b7 · Pion noir sur case blanche d7 · Pion noir sur case noire e7 · Pion noir sur case blanche f7 · Pion noir sur case noire g7 · Pion noir sur case blanche h7 · Pion noir sur case noire c5 · Pion blanc sur case blanche e4 · Pion blanc sur case noire f4 · Pion blanc sur case blanche a2 · Pion blanc sur case noire b2 · Pion blanc sur case blanche c2 · Pion blanc sur case noire d2 · Pion blanc sur case blanche g2 · Pion blanc sur case noire h2 · Tour blanche sur case noire a1 · Cavalier blanc sur case blanche b1 · Fou blanc sur case noire c1 · Dame blanche sur case blanche d1 · Roi blanc sur case noire e1 · Fou blanc sur case blanche f1 · Cavalier blanc sur case noire g1 · Tour blanche sur case blanche h1 | Tour noire sur case blanche a8 · Cavalier noir sur case noire b8 · Fou noir sur case blanche c8 · Dame noire sur case noire d8 · Roi noir sur case blanche e8 · Fou noir sur case noire f8 · Cavalier noir sur case blanche g8 · Tour noire sur case noire h8 · Pion noir sur case noire a7 · Pion noir sur case blanche b7 · Pion noir sur case blanche d7 · Pion noir sur case noire e7 · Pion noir sur case blanche f7 · Pion noir sur case noire g7 · Pion noir sur case blanche h7 · Pion noir sur case noire c5 · Pion blanc sur case blanche e4 · Pion blanc sur case noire f4 · Pion blanc sur case blanche a2 · Pion blanc sur case noire b2 · Pion blanc sur case blanche c2 · Pion blanc sur case noire d2 · Pion blanc sur case blanche g2 · Pion blanc sur case noire h2 · Tour blanche sur case noire a1 · Cavalier blanc sur case blanche b1 · Fou blanc sur case noire c1 · Dame blanche sur case blanche d1 · Roi blanc sur case noire e1 · Fou blanc sur case blanche f1 · Cavalier blanc sur case noire g1 · Tour blanche sur case blanche h1 | Tour noire sur case blanche a8 · Cavalier noir sur case noire b8 · Fou noir sur case blanche c8 · Dame noire sur case noire d8 · Roi noir sur case blanche e8 · Fou noir sur case noire f8 · Cavalier noir sur case blanche g8 · Tour noire sur case noire h8 · Pion noir sur case noire a7 · Pion noir sur case blanche b7 · Pion noir sur case blanche d7 · Pion noir sur case noire e7 · Pion noir sur case blanche f7 · Pion noir sur case noire g7 · Pion noir sur case blanche h7 · Pion noir sur case noire c5 · Pion blanc sur case blanche e4 · Pion blanc sur case noire f4 · Pion blanc sur case blanche a2 · Pion blanc sur case noire b2 · Pion blanc sur case blanche c2 · Pion blanc sur case noire d2 · Pion blanc sur case blanche g2 · Pion blanc sur case noire h2 · Tour blanche sur case noire a1 · Cavalier blanc sur case blanche b1 · Fou blanc sur case noire c1 · Dame blanche sur case blanche d1 · Roi blanc sur case noire e1 · Fou blanc sur case blanche f1 · Cavalier blanc sur case noire g1 · Tour blanche sur case blanche h1 | 1 |
|   | a | b | c | d | e | f | g | h |   |

Au jeu d'échecs, on appelle attaque grand prix l'ouverture caractérisée par les coups 1. e4 c5 2. f4.

## Analyse
Il s'agit d'une façon de jouer l'ouverture très agressive contre la défense sicilienne, et qui est classée dans les anti-siciliennes.  Les Blancs y pratiquent de manière précoce le coup f2-f4.  Cette façon d'entamer la partie a été popularisée dans les années 1980 par les joueurs anglais Julian Hodgson et Mark Hebden, qui avaient besoin de remporter impérativement leurs parties avec les Blancs lors des tournois anglais du week-end, d'où l'appellation grand prix attack. Ils commençaient fréquemment leurs parties au début des années 1980 par 1. e4 c5 2. f4, puis optèrent à partir de la fin des années 1980 pour l'ordre de coups plus raffiné 1. e4 c5 2. Cc3 suivi de 3. f4.  En commençant ainsi par 1. e4 c5 2. Cc3, comme dans une sicilienne fermée, avant de jouer 3. f4 (au lieu de 3. g3 dans la sicilienne fermée), on obtient comme réponse noire la plus courante 2... Cc6.  En revanche, après 1. e4 c5 2. f4, aussi bien 2... g6, 2... e6, 2... d5 que 2... Cc6 sont jouables.
Un gambit dû à Mikhaïl Tal qui a fait passer au second plan 1. e4 c5 2. f4 est : 2... d5! 3. exd5 Cf6.

## Exemples de parties
Julian Hodgson-Jonathan Speelman, Brighton (Angleterre), 1980
1. e4 c5 2. f4 Cc6 3. Cf3 g6 4. Fb5 Fg7 5. 0-0 d6 6. Fxc6+ bxc6 7. Cc3 Cf6 8. d3 0-0 9. De1 c4 10. d4 c5 11. dxc5 Fb7 12. f5 Dc7 13. cxd6 exd6 14. Dh4 Tae8 15. Fg5 Cxe4 16. f6 Fh8 17. Tae1 Cxg5 18. Cxg5 h5 19. Dd4 Dc6 20. Cf3 Txe1 21. Txe1 d5 22. Ce5 Dxf6 23. Dxa7 Fa8 24. Cb5 d4 25. Cxd4 Df4 26. Cef3 Td8 27. c3 Fxd4+ 28. Cxd4 Dg4 29. Te2 Fxg2 30. Txg2 Dd1+ 31. Rf2 Te8 32. Tg1 Dd2+ 33. Rg3 h4+ 34. Rg4 Dxh2 35. Ce6 Txe6 36. Da8+ Rg7 37. Tg2 Dh1 38. Rf4 Df1+ 39. Rg4 Te4+ 40. Rh3 Dh1+ 41. Th2 Df3# 
Mark Hebden-Jonathan Mestel, Southampton (Angleterre), 1986
1. e4 c5 2. f4 d5 3. Cc3 dxe4 4. Cxe4 e6 5. Cf3 Cc6 6. g3 Cf6 7. Cf2 g6 8. Fg2 Fg7 9. 0-0 0-0 10. Cd3 Cg4 11. Cxc5 Db6 12. d4 Cxd4 13. Cxd4 Dxc5 14. Dxg4 e5 15. Df3 e4 16. Dxe4 Ff5 17. Dxb7 Fxd4+ 18. Rh1 Dxc2 19. Db3 Tac8 20. Dxc2 Txc2 21. Te1 Tb8 22. Fd5 Td8 23. Fb3 Tf2 24. h4 Fg4 25. Fd1 Fxd1  0-1 (il peut suivre : 26. Txd1 Te8 27. Fe3 Fxe3). 
James Plaskett-Dragoljub Velimirović, Belgrade (Serbie), 1988
1. e4 c5 2. Cc3 Cc6 3. f4 e6 4. Cf3 d5 5. Fb5 Cf6 6. De2 Fe7 7. 0-0 0-0 8. Fxc6 bxc6 9. d3 a5 10. Fd2 a4 11. Ce5 Dc7 12. Tf3 Ce8 13. Te1 Cd6 14. Th3 g6 15. Cg4 f5 16. Ch6+ Rg7 17. exd5 Ff6 18. dxe6 Fxe6 19. Dxe6 Tae8 20. Cd5 Fd4+ 21. Rf1 Dd8 22. Ce7 Tf6 23. De2 Fxb2 24. c3 c4 25. De5 Ce4 26. Txe4 fxe4 27. Cg4 Dxe7 28. Txh7+  1-0 (il peut suivre : 28…Rxh7 29. Cxf6+ Rh8 30. Cxe8+ Dxe5 31. fxe5).